# Contração do comprimento

Rodas que viajam a 9/10 da velocidade da luz. A velocidade do topo de uma roda é 0,994 c, enquanto a velocidade da parte inferior é sempre zero. É por isso que o topo é contraído em relação à parte inferior. Esta animação é feita com a suposição de que os raios de uma roda são muito mais elásticos do que sua circunferência. Caso contrário, pode haver uma ruptura dos raios ou da circunferência. No quadro referencial de repouso do centro de uma roda, as rodas são circulares e seus raios são retos e equidistantes, mas sua circunferência é contraída e exerce uma pressão sobre os raios.

A contração de comprimento é o fenômeno em que o comprimento de um objeto em movimento é medido como sendo menor do que seu comprimento próprio, que é o comprimento medido no próprio quadro referencial de repouso do objeto. Ela também é conhecida como contração de Lorentz ou contração de Lorentz e FitzGerald (em homenagem a Hendrik Lorentz e George Francis FitzGerald) e geralmente só é perceptível em uma fração substancial da velocidade da luz. A contração de comprimento ocorre apenas na direção em que o corpo está viajando. Para objetos padrão, esse efeito é insignificante em velocidades cotidianas e pode ser ignorado para todos os propósitos regulares, tornando-se significativo apenas à medida que o objeto se aproxima da velocidade da luz em relação ao observador.

## História
A contração do comprimento foi postulada por George FitzGerald (1889) e Hendrik Antoon Lorentz (1892) para explicar o resultado negativo do experimento de Michelson e Morley e resgatar a hipótese do éter estacionário (hipótese de contração de Lorentz e FitzGerald). Embora FitzGerald e Lorentz tenham aludido ao fato de que campos eletrostáticos em movimento eram deformados ("Elipsóide de Heaviside" após Oliver Heaviside, que derivou essa deformação da teoria eletromagnética em 1888), foi considerada uma hipótese ad hoc, porque naquela época não havia razão suficiente para assumir que as forças intermoleculares se comportavam da mesma forma que as eletromagnéticas. Em 1897, Joseph Larmor desenvolveu um modelo no qual todas as forças são consideradas de origem eletromagnética, e a contração do comprimento parecia ser uma consequência direta desse modelo. No entanto, foi demonstrado por Henri Poincaré (1905) que as forças eletromagnéticas sozinhas não podem explicar a estabilidade do elétron. Então ele teve que introduzir outra hipótese ad hoc: forças de ligação que não são elétricas (tensões de Poincaré) que garantem a estabilidade do elétron, dão uma explicação dinâmica para a contração do comprimento e, assim, escondem o movimento do éter estacionário.
Lorentz acreditava que a contração do comprimento representava uma contração física dos átomos que compõem um objeto. Ele não previu nenhuma mudança fundamental na natureza do espaço e do tempo.:62–68  Lorentz esperava que a contração do comprimento resultasse em tensões compressivas em um objeto que deveriam resultar em efeitos mensuráveis. Tais efeitos incluiriam efeitos ópticos em meios transparentes, como rotação óptica e indução de refração dupla, e a indução de torques em condensadores carregados movendo-se em um ângulo em relação ao éter.
Lorentz ficou perplexo com experimentos como o experimento de Trouton e Noble e os experimentos de Rayleigh e Brace, que falharam em validar suas expectativas teóricas.
Para consistência matemática, Lorentz propôs uma nova variável de tempo, o "tempo local", chamado assim porque dependia da posição de um corpo em movimento, seguindo a relação t′ = t − vx/c2. Lorentz considerou o tempo local não como "real"; em vez disso, representava uma mudança 'ad hoc de variável.:51,80
Impressionado pela "ideia mais engenhosa" de Lorentz, Poincaré viu mais no tempo local do que um mero truque matemático. Ele representava o tempo real que seria mostrado nos relógios de um observador em movimento. Por outro lado, Poincaré não considerou esse tempo medido como o "tempo verdadeiro" que seria exibido por relógios em repouso no éter. Poincaré não fez nenhuma tentativa de redefinir os conceitos de espaço e tempo. Para Poincaré, a transformação de Lorentz descrevia os estados aparentes do campo para um observador em movimento. Os estados verdadeiros permaneceram aqueles definidos com relação ao éter.
Albert Einstein removeu o caráter ad hoc a partir da hipótese de contração, declarou que o éter era "supérfluo" junto com o conceito de qualquer espaço absolutamente estacionário e discutiu os efeitos da contração do comprimento em seu artigo de 1905 sobre sua teoria da relatividade especial. Einstein propôs que a transformação de Lorentz se aplicasse tanto ao eletromagnetismo quanto à mecânica.:17 Hermann Minkowski deu a interpretação geométrica de todos os efeitos relativísticos ao introduzir seu conceito de espaço-tempo quadridimensional.
Os numerosos e confusos efeitos visuais da combinação da contração do comprimento e da velocidade finita da luz foram mal compreendidos a princípio. Lorentz erroneamente alegou em 1922 que eles poderiam ser fotografados. Até mesmo o famoso George Gamow mostrou bicicletas apenas encurtadas em suas ilustrações para o Sr. Tompkins no País das Maravilhas. Embora um artigo com a aparência correta de uma haste em movimento tenha sido publicado em 1924, ele não foi amplamente lido. Somente em 1959, quando James Terrell e Roger Penrose escreveram sobre o efeito visual agora chamado de rotação de Terrell, as dificuldades ficaram claras. O artigo de Terrell intitulado "Invisibilidade da Contração de Lorentz" afirmava que uma régua métrica pareceria estar rotacionada e que a própria contração poderia ser medida a partir de fotografias sem correções para a velocidade finita da luz.

## Base na relatividade

Na relatividade especial, o observador mede eventos em relação a uma rede infinita de relógios sincronizados.

Primeiro é necessário considerar cuidadosamente os métodos para medir os comprimentos de objetos em repouso e em movimento. Aqui, "objeto" significa simplesmente uma distância com pontos finais que estão sempre mutuamente em repouso, ou seja, que estão em repouso no mesmo quadro referencial inercial. Se a velocidade relativa entre um observador (ou seus instrumentos de medição) e o objeto observado for zero, então o comprimento próprio {\displaystyle L_{0}} do objeto pode ser simplesmente determinado pela superposição direta de uma haste de medição. No entanto, se a velocidade relativa for maior que zero, então pode-se proceder da seguinte forma:

Contração de comprimento: Três hastes azuis estão em repouso em S, e três hastes vermelhas em S'. No instante em que as extremidades esquerdas de A e D atingem a mesma posição no eixo de x, os comprimentos das hastes devem ser comparados. Em S, as posições simultâneas do lado esquerdo de A e do lado direito de C são mais distantes do que as de D e F, enquanto em S' as posições simultâneas do lado esquerdo de D e do lado direito de F são mais distantes do que as de A e C.

O observador instala uma fileira de relógios que são sincronizados a) pela troca de sinais de luz de acordo com a sincronização de Poincaré e Einstein, ou b) pelo "transporte lento de relógio", ou seja, um relógio é transportado ao longo da fileira de relógios no limite da velocidade de transporte de desaparecimento. Agora, quando o processo de sincronização é concluído, o objeto é movido ao longo da fileira de relógios e cada relógio armazena o tempo exato em que a extremidade esquerda ou direita do objeto passa. Depois disso, o observador só precisa olhar para a posição de um relógio A que armazenou o tempo em que a extremidade esquerda do objeto estava passando, e um relógio B no qual a extremidade direita do objeto estava passando ao mesmo tempo. É claro que a distância AB é igual ao comprimento {\displaystyle L} do objeto em movimento. Usando este método, a definição de simultaneidade é crucial para medir o comprimento de objetos em movimento.
Outro método é usar um relógio indicando seu tempo próprio {\displaystyle T_{0}}, que está viajando de um ponto final da haste para o outro no tempo {\displaystyle T} conforme medido pelos relógios no quadro referencial de repouso da haste. O comprimento da haste pode ser calculado multiplicando seu tempo de viagem por sua velocidade, portanto {\displaystyle L_{0}=T\cdot v} no quadro referencial de repouso da haste ou {\displaystyle L=T_{0}\cdot v} no quadro referencial de repouso do relógio.
Na mecânica newtoniana, a simultaneidade e a duração do tempo são absolutas e, portanto, ambos os métodos levam à igualdade de {\displaystyle L} e {\displaystyle L_{0}}. No entanto, na teoria da relatividade, a constância da velocidade da luz em todos os quadros referenciais inerciais em conexão com a relatividade da simultaneidade e a dilatação do tempo destrói essa igualdade. No primeiro método, um observador em um quadro referencial alega ter medido os pontos finais do objeto simultaneamente, mas os observadores em todos os outros quadros referenciais inerciais argumentarão que os pontos finais do objeto não foram medidos simultaneamente. No segundo método, os tempos {\displaystyle T} e {\displaystyle T_{0}} não são iguais devido à dilatação do tempo, resultando em comprimentos diferentes também.
O desvio entre as medições em todos os quadros referenciais inerciais é dado pelas fórmulas para a transformação de Lorentz e a dilatação do tempo (veja Derivação). Acontece que o comprimento próprio permanece inalterado e sempre denota o maior comprimento de um objeto, e o comprimento do mesmo objeto medido em outro referencial inercial é menor que o comprimento próprio. Esta contração ocorre apenas ao longo da linha de movimento e pode ser representada pela relação
{\displaystyle L={\frac {1}{\gamma (v)}}L_{0}}
onde
- {\displaystyle L} é o comprimento observado por um observador em movimento em relação ao objeto;
- {\displaystyle L_{0}} é o comprimento próprio (o comprimento do objeto em seu quadro referencial de repouso);
- {\displaystyle \gamma (v)} é o fator de Lorentz, definido como:

{\displaystyle \gamma (v)\equiv {\frac {1}{\sqrt {1-v^{2}/c^{2}}}}}
onde
- - {\displaystyle v} é a velocidade relativa entre o observador e o objeto em movimento;
  - {\displaystyle c} é a velocidade da luz.

Substituir o fator de Lorentz na fórmula original leva à relação:
{\displaystyle L=L_{0}{\sqrt {1-v^{2}/c^{2}}}}
Nesta equação, tanto {\displaystyle L} quanto {\displaystyle L_{0}} são medidos paralelamente à linha de movimento do objeto. Para o observador em movimento relativo, o comprimento do objeto é medido subtraindo-se as distâncias medidas simultaneamente de ambas as extremidades do objeto. Para conversões mais gerais, veja as transformações de Lorentz. Um observador em repouso observando um objeto viajando muito próximo da velocidade da luz observaria o comprimento do objeto na direção do movimento como muito próximo de zero.
Então, a uma velocidade de 13400000 m/s (30 milhões de mph, 0,0447c), o comprimento contraído é 99,9% do comprimento em repouso; a uma velocidade de 42300000 m/s (95 milhões de mph, 0,141c), o comprimento ainda é 99%. À medida que a magnitude da velocidade se aproxima da velocidade da luz, o efeito se torna proeminente.

## Simetria
O princípio da relatividade (segundo o qual as leis da natureza são invariantes em todos os quadros referenciais inerciais) requer que a contração do comprimento seja simétrica: se uma haste está em repouso em um quadro referencial inercial {\displaystyle S}, ela tem seu comprimento próprio em {\displaystyle S} e seu comprimento é contraído em {\displaystyle S'}. No entanto, se uma haste repousa em {\displaystyle S'}, ela tem seu comprimento próprio em {\displaystyle S'} e seu comprimento é contraído em {\displaystyle S}. Isso pode ser vividamente ilustrado usando diagramas de Minkowski simétricos, porque a transformação de Lorentz corresponde geometricamente a uma rotação no espaço-tempo quadridimensional.

## Forças magnéticas
Forças magnéticas são causadas pela contração relativística quando elétrons estão se movendo em relação aos núcleos atômicos. A força magnética em uma carga em movimento próxima a um fio condutor de corrente é um resultado do movimento relativístico entre elétrons e prótons.
Em 1820, André-Marie Ampère mostrou que fios paralelos com correntes na mesma direção se atraem. No quadro referencial dos elétrons, o fio em movimento se contrai levemente, fazendo com que os prótons do fio oposto sejam localmente mais densos. Como os elétrons no fio oposto também estão se movendo, eles não se contraem (tanto). Isso resulta em um desequilíbrio local aparente entre elétrons e prótons; os elétrons em movimento em um fio são atraídos pelos prótons extras no outro. O inverso também pode ser considerado. Para o quadro referencial do próton estático, os elétrons estão se movendo e se contraem, resultando no mesmo desequilíbrio. A velocidade de deriva do elétron é relativamente muito lenta, da ordem de um metro por hora, mas a força entre um elétron e um próton é tão enorme que, mesmo nessa velocidade muito lenta, a contração relativística causa efeitos significativos.
Esse efeito também se aplica a partículas magnéticas sem corrente, com a corrente sendo substituída pelo spin do elétron.

## Verificações experimentais
Qualquer observador que se mova com o objeto observado não pode medir a contração do objeto, porque ele pode julgar a si mesmo e ao objeto como em repouso no mesmo quadro referencial inercial de acordo com o princípio da relatividade (como foi demonstrado pelo experimento de Trouton e Rankine). Então a contração do comprimento não pode ser medida no quadro referencial de repouso do objeto, mas apenas em um quadro referencial no qual o objeto observado está em movimento. Além disso, mesmo em um quadro referencial que não é co-móvel, confirmações experimentais diretas da contração do comprimento são difíceis de serem alcançadas, porque (a) no estado atual da tecnologia, objetos de extensão considerável não podem ser acelerados a velocidades relativísticas, e (b) os únicos objetos viajando com a velocidade necessária são partículas atômicas, cujas extensões espaciais são muito pequenas para permitir uma medição direta da contração.
No entanto, há confirmações indiretas desse efeito em um referencial que não é co-móvel:
- Foi o resultado negativo de um experimento famoso, que exigiu a introdução da contração do comprimento: o experimento de Michelson e Morley (e mais tarde também o experimento de Kennedy e Thorndike). Na relatividade especial, sua explicação é a seguinte: em seu quadro referencial de repouso, o interferômetro pode ser considerado em repouso de acordo com o princípio da relatividade, então o tempo de propagação da luz é o mesmo em todas as direções. Embora em um quadro referencial no qual o interferômetro esteja em movimento, o feixe transversal deva percorrer um caminho diagonal mais longo em relação ao quadro referencial imóvel, tornando assim seu tempo de viagem mais longo, o fator pelo qual o feixe longitudinal seria atrasado ao tomar os tempos L/(c−v) e L/(c+v) para as viagens para frente e para trás, respectivamente, é ainda maior. Portanto, na direção longitudinal, o interferômetro deve ser contraído, a fim de restaurar a igualdade de ambos os tempos de viagem de acordo com o(s) resultado(s) experimental(ais) negativo(s). Assim, a velocidade bidirecional da luz permanece constante e o tempo de propagação de ida e volta ao longo dos braços perpendiculares do interferômetro é independente de seu movimento e orientação.
- Dada a espessura da atmosfera medida no quadro referencial da Terra, a vida extremamente curta dos múons não deveria permitir que eles fizessem a viagem até a superfície, mesmo na velocidade da luz, mas eles fazem mesmo assim. No quadro referencial da Terra, no entanto, isso só é possível porque o tempo do múon é desacelerado pela dilatação do tempo. No entanto, no quadro referencial do múon, o efeito é explicado pela atmosfera sendo contraída, encurtando a viagem.[21]
- Os íons pesados que são esféricos quando em repouso devem assumir a forma de "panquecas" ou discos planos quando viajam quase à velocidade da luz – e, de fato, os resultados obtidos a partir de colisões de partículas só podem ser explicados quando a densidade aumentada de núcleons devido à contração do comprimento é considerada.[22][23][24]
- A capacidade de ionização de partículas eletricamente carregadas com grandes velocidades relativas é maior do que o esperado. Na física pré-relativística, a capacidade deve diminuir em altas velocidades, porque o tempo em que partículas ionizantes em movimento podem interagir com os elétrons de outros átomos ou moléculas é diminuído; no entanto, na relatividade, a capacidade de ionização maior do que o esperado pode ser explicada pela contração do comprimento do campo de Coulomb em quadros referenciais nos quais as partículas ionizantes estão se movendo, o que aumenta sua força de campo elétrico normal à linha de movimento.[21][25]
- Em síncrotrons e lasers de elétrons livres, elétrons relativísticos foram injetados em um ondulador, de modo que a radiação síncrotron é gerada. No quadro referencial próprio dos elétrons, o ondulador é contraído, o que leva a uma frequência de radiação aumentada. Além disso, para descobrir a frequência medida no quadro referencial do laboratório, é preciso aplicar o efeito de Doppler relativístico. Portanto, somente com o auxílio da contração do comprimento e do efeito de Doppler relativístico, o comprimento de onda extremamente pequeno da radiação do ondulador pode ser explicado.[26][27]

## Realidade da contração do comprimento

Diagrama de Minkowski do experimento mental de Einstein de 1911 sobre contração de comprimento. Duas barras de comprimento de repouso estão se movendo com em direções opostas, resultando em.

Em 1911, Vladimir Varićak afirmou que se vê a contração do comprimento de forma objetiva, de acordo com Lorentz, enquanto é "apenas um fenômeno aparente e subjetivo, causado pela maneira como regulamos o relógio e medimos o comprimento", de acordo com Einstein. Einstein publicou uma refutação:

O autor injustificadamente declarou uma diferença entre a visão de Lorentz e a minha a respeito dos fatos físicos. A questão sobre se a contração do comprimento realmente existe ou não é enganosa. Ela não existe "realmente", na medida em que não existe para um observador comovente; embora ela exista "realmente", ou seja, de tal forma que poderia ser demonstrada em princípio por meios físicos por um observador que não é comovente.— Albert Einstein, 1911
Einstein também argumentou naquele artigo que a contração do comprimento não é simplesmente o produto de definições arbitrárias sobre a maneira como as regulações do relógio e as medições de comprimento são realizadas. Ele apresentou o seguinte experimento mental: Sejam A'B' e A"B" os pontos finais de duas hastes do mesmo comprimento próprio L0, conforme medido em x' e x" respectivamente. Deixe-as se moverem em direções opostas ao longo do eixo x*, considerado em repouso, na mesma velocidade em relação a ele. Os pontos finais A'A" então se encontram no ponto A*, e B'B" se encontram no ponto B*. Einstein apontou que o comprimento A*B* é menor que A'B' ou A"B", o que também pode ser demonstrado trazendo uma das hastes para o repouso em relação a esse eixo.

## Paradoxos
Devido à aplicação superficial da fórmula de contração, alguns paradoxos podem ocorrer. Exemplos são o paradoxo da escada e o paradoxo da nave espacial de Bell. No entanto, esses paradoxos podem ser resolvidos por uma aplicação correta da relatividade da simultaneidade. Outro paradoxo famoso é o paradoxo de Ehrenfest, que prova que o conceito de corpos rígidos não é compatível com a relatividade, reduzindo a aplicabilidade da rigidez de Born e mostrando que, para um observador corrotativo, a geometria não é euclidiana de fato.

## Efeitos visuais

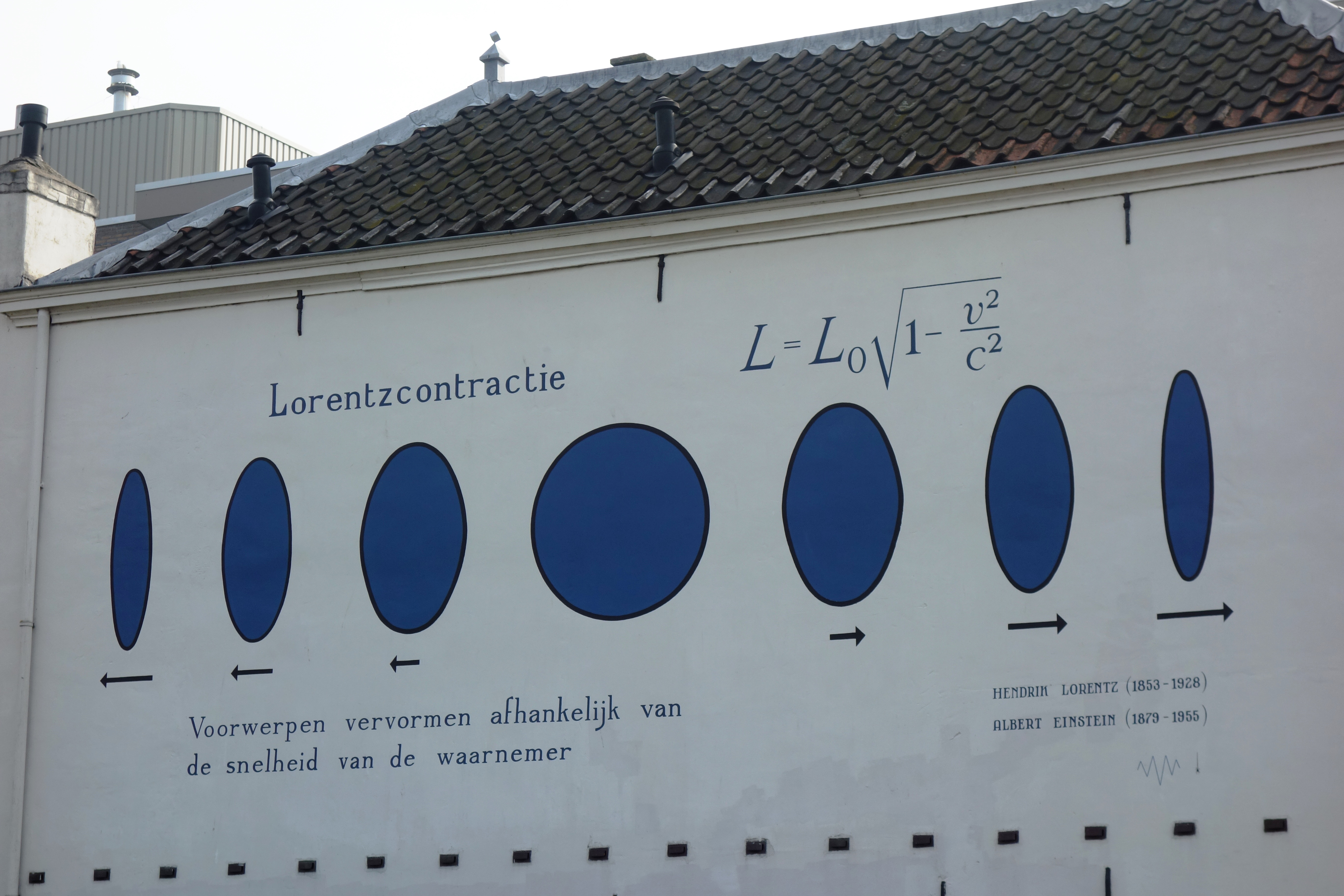
Fórmula em uma parede em Leiden, Holanda. Lorentz foi catedrático de física teórica na Universidade de Leiden (1877–1910).

A contração do comprimento se refere a medições de posição feitas em momentos simultâneos de acordo com um sistema de coordenadas. Isso poderia sugerir que se alguém pudesse tirar uma foto de um objeto em movimento rápido, a imagem mostraria o objeto contraído na direção do movimento. No entanto, esses efeitos visuais são medições completamente diferentes, pois essa fotografia é tirada à distância, enquanto a contração do comprimento só pode ser medida diretamente no local exato dos pontos finais do objeto. Foi demonstrado por vários autores, como Roger Penrose e James Terrell, que objetos em movimento geralmente não parecem contraídos em comprimento em uma fotografia. Esse resultado foi popularizado por Victor Weisskopf em um artigo da Physics Today. Por exemplo, para um pequeno diâmetro angular, uma esfera em movimento permanece circular e é girada. Esse tipo de efeito de rotação visual é chamado de rotação de Penrose e Terrell.

## Derivação
A contração do comprimento pode ser derivada de várias maneiras:

### Comprimento em movimento conhecido
Em um quadro referencial inercial S, deixe {\displaystyle x_{1}} e {\displaystyle x_{2}} denotarem os pontos finais de um objeto em movimento. Neste quadro referencial, o comprimento do objeto {\displaystyle L} é medido, de acordo com as convenções acima, determinando as posições simultâneas de seus pontos finais em {\displaystyle t_{1}=t_{2}}. Enquanto isso, o comprimento próprio deste objeto, medido em seu quadro referencial de repouso S', pode ser calculado usando a transformação de Lorentz. Transformar as coordenadas de tempo de S em S' resulta em tempos diferentes, mas isso não é problemático, já que o objeto está em repouso em S', onde não importa quando os pontos finais são medidos. Portanto, a transformação das coordenadas espaciais é suficiente, o que dá:
{\displaystyle x'_{1}=\gamma \left(x_{1}-vt_{1}\right)\quad {\text{e}}\quad x'_{2}=\gamma \left(x_{2}-vt_{2}\right)\ \ }
Como {\displaystyle t_{1}=t_{2}}, e definindo {\displaystyle L=x_{2}-x_{1}} e {\displaystyle L_{0}^{'}=x_{2}^{'}-x_{1}^{'}}, o comprimento próprio em S' é dado por

| {\displaystyle L_{0}^{'}=L\cdot \gamma \ \ } | \| \| \| \| \| \| \| \| | (1) |
|                                              |                         |     |
|                                              |                         |     |
Portanto, o comprimento do objeto, medido no referencial S, é contraído por um fator {\displaystyle \gamma }:

| {\displaystyle L=L_{0}^{'}/\gamma \ \ } | \| \| \| \| \| \| \| \| | (2) |
|                                         |                         |     |
|                                         |                         |     |
Da mesma forma, de acordo com o princípio da relatividade, um objeto que está em repouso em S também será contraído em S'. Trocando os sinais e as plicas acima simetricamente, segue-se que

| {\displaystyle L_{0}=L'\cdot \gamma \ \ } | \| \| \| \| \| \| \| \| | (3) |
|                                           |                         |     |
|                                           |                         |     |
Assim, um objeto em repouso em S, quando medido em S', terá o comprimento contraído

| {\displaystyle L'=L_{0}/\gamma \ \ } | \| \| \| \| \| \| \| \| | (4) |
|                                      |                         |     |
|                                      |                         |     |

### Comprimento próprio conhecido
Por outro lado, se o objeto repousa em S e seu comprimento próprio é conhecido, a simultaneidade das medições nos pontos finais do objeto tem que ser considerada em outro quadro referencial S', pois o objeto muda constantemente sua posição ali. Portanto, tanto as coordenadas espaciais quanto as temporais devem ser transformadas:
{\displaystyle {\begin{aligned}x_{1}^{'}&=\gamma \left(x_{1}-vt_{1}\right)&\quad \mathrm {e} \quad &&x_{2}^{'}&=\gamma \left(x_{2}-vt_{2}\right)\\t_{1}^{'}&=\gamma \left(t_{1}-vx_{1}/c^{2}\right)&\quad \mathrm {e} \quad &&t_{2}^{'}&=\gamma \left(t_{2}-vx_{2}/c^{2}\right)\end{aligned}}}
Calculando o intervalo de comprimento {\displaystyle \Delta x'=x_{2}^{\prime }-x_{1}^{\prime }} bem como assumindo a medição simultânea de tempo {\displaystyle \Delta t'=t_{2}^{\prime }-t_{1}^{\prime }=0}, e substituindo o comprimento próprio {\displaystyle L_{0}=x_{2}-x_{1}}, segue:
{\displaystyle {\begin{aligned}\Delta x'&=\gamma \left(L_{0}-v\Delta t\right)&(1)\\\Delta t'&=\gamma \left(\Delta t-{\frac {vL_{0}}{c^{2}}}\right)=0&(2)\end{aligned}}}
A equação (2) fornece
{\displaystyle \Delta t={\frac {vL_{0}}{c^{2}}}}
que, quando inserido em (1), demonstra que {\displaystyle \Delta x'} se torna o comprimento contraído {\displaystyle L'}:
{\displaystyle L'=L_{0}/\gamma }
Da mesma forma, o mesmo método fornece um resultado simétrico para um objeto em repouso em S':
{\displaystyle L=L_{0}^{'}/\gamma }

### Usando dilatação do tempo
A contração do comprimento também pode ser derivada da dilatação do tempo, segundo a qual a taxa de um único relógio "em movimento" (indicando seu tempo próprio {\displaystyle T_{0}}) é menor em relação a dois relógios "em repouso" sincronizados (indicando {\displaystyle T}). A dilatação do tempo foi confirmada experimentalmente várias vezes e é representada pela relação:
{\displaystyle T=T_{0}\cdot \gamma }
Suponha que uma haste de comprimento próprio {\displaystyle L_{0}} em repouso em {\displaystyle S} e um relógio em repouso em {\displaystyle S'} estejam se movendo um ao longo do outro com velocidade {\displaystyle v}. Como, de acordo com o princípio da relatividade, a magnitude da velocidade relativa é a mesma em qualquer quadro referencial, os respectivos tempos de viagem do relógio entre os pontos finais da haste são dados por {\displaystyle T=L_{0}/v} em {\displaystyle S} e {\displaystyle T'_{0}=L'/v} em {\displaystyle S'}, portanto {\displaystyle L_{0}=Tv} e {\displaystyle L'=T'_{0}v}. Ao inserir a fórmula de dilatação do tempo, a razão entre esses comprimentos é:
{\displaystyle {\frac {L'}{L_{0}}}={\frac {T'_{0}v}{Tv}}=1/\gamma }
Portanto, o comprimento medido em {\displaystyle S'} é dado por
{\displaystyle L'=L_{0}/\gamma }
Então, como o tempo de viagem do relógio pela haste é maior em {\displaystyle S} do que em {\displaystyle S'} (dilatação do tempo em {\displaystyle S}), o comprimento da haste também é maior em {\displaystyle S} do que em {\displaystyle S'} (contração do comprimento em {\displaystyle S'}). Da mesma forma, se o relógio estivesse em repouso em {\displaystyle S} e a haste em {\displaystyle S'}, o procedimento acima daria
{\displaystyle L=L'_{0}/\gamma }

### Considerações geométricas

Cuboides no espaço-tempo euclidiano e de Minkowski

Considerações geométricas adicionais mostram que a contração do comprimento pode ser considerada um fenômeno trigonométrico, com analogia a fatias paralelas através de um cuboide antes e depois de uma rotação em E3 (veja a metade esquerda da figura à direita). Este é o análogo euclidiano de impulsionar um cuboide em E1,2. No último caso, no entanto, podemos interpretar o cuboide impulsionado como a placa mundial de uma placa móvel.
Imagem: Esquerda: um cuboide rotacionado no espaço euclidiano tridimensional E3. A seção transversal é mais longa na direção da rotação do que era antes da rotação. Direita: a placa mundial de uma placa fina em movimento no espaço-tempo de Minkowski (com uma dimensão espacial suprimida) E1,2, que é um cuboide impulsionado. A seção transversal é mais fina na direção do impulso do que era antes do impulso. Em ambos os casos, as direções transversais não são afetadas e os três planos que se encontram em cada canto dos cuboides são mutuamente ortogonais (no sentido de E1,2 à direita e no sentido de E3 à esquerda).
Na relatividade especial, as transformações de Poincaré são uma classe de transformações afins que podem ser caracterizadas como as transformações entre gráficos de coordenadas cartesianas alternativas no espaço-tempo de Minkowski correspondentes a estados alternativos de movimento inercial (e diferentes escolhas de uma origem). As transformações de Lorentz são transformações de Poincaré que são transformações lineares (preservam a origem). As transformações de Lorentz desempenham o mesmo papel na geometria de Minkowski (o grupo de Lorentz forma o grupo de isotropia das autoisometrias do espaço-tempo) que são desempenhadas por rotações na geometria euclidiana. De fato, a relatividade especial se resume em grande parte ao estudo de um tipo de trigonometria que não é euclidiana no espaço-tempo de Minkowski, conforme sugerido pela tabela a seguir:
| Trigonometria                 | Circular                | Parabólica              | Hiperbólica                    |
| ----------------------------- | ----------------------- | ----------------------- | ------------------------------ |
| Geometria Kleiniana           | Plano euclidiano        | Plano galileano         | Plano de Minkowski             |
| Símbolo                       | E2                      | E0,1                    | E1,1                           |
| Forma quadrática              | Positiva definida       | Degenerada              | Não degenerada, mas indefinida |
| Grupo de isometria            | E(2)                    | E(0,1)                  | E(1,1)                         |
| Grupo de isotropia            | SO(2)                   | SO(0,1)                 | SO(1,1)                        |
| Tipo de isotropia             | Rotações                | Tesouras                | Impulsos                       |
| Álgebra sobre R               | Números complexos       | Números duais           | Números complexos hiperbólicos |
| ε2                            | −1                      | 0                       | 1                              |
| Interpretação do espaço-tempo | Nenhuma                 | Espaço-tempo newtoniano | Espaço-tempo de Minkowski      |
| Declive                       | tan φ = m               | tanp φ = u              | tanh φ = v                     |
| "cosseno"                     | cos φ = (1 + m2)−1/2    | cosp φ = 1              | cosh φ = (1 − v2)−1/2          |
| "seno"                        | sen φ = m (1 + m2)−1/2  | senp φ = u              | senh φ = v (1 − v2)−1/2        |
| "secante"                     | sec φ = (1 + m2)1/2     | secp φ = 1              | sech φ = (1 − v2)1/2           |
| "cossecante"                  | csc φ = m−1 (1 + m2)1/2 | cscp φ = u−1            | csch φ = v−1 (1 − v2)1/2       |